# المنتظم فی تاریخ الملوک والامم
المنتظم فی تاریخ الملوک والامم (پایان یافته به ۵۷۴ ه‍.ق) اثر ابن جوزی کتابی دربارهٔ تاریخ عمومی و مهم‌ترین اثر ابن جوزی در این موضوع است. ابن جوزی در این کتاب از موضوعات مختلف سخن می‌گوید و گزارش می‌کند: رویدادهای سیاسی، اخبار جنگ، قتل‌ها، توطئه‌ها، سرقت‌ها، قحطی، بیماری، حوادث طبیعی و بسیار موضوعات دیگر. چنان‌که درصورت درستی این مطالب، تصویری کامل به‌ویژه از روزگار زندگی نویسنده به‌دست می‌آید. ابن جوزی این کتاب را در ده جلد نوشت و پس از آن، آن را در یک جلد با نام شذور العقود فی تاریخ العهود خلاصه کرد.